# Halos visuais
Halos visuais ou aureólas visuais são círculos luminosos ou coloridos percebidos pela pessoa no entorno de estímulos visuais, como objetos ou luzes. A palavra halo provém do grego 'halos', que significa área. Costumam ser classificados como ilusões visuais ou fenômenos entópicos.
Estes halos podem ser sintomas de patologias oculares, como lesões na córnea, devido a traumas, infecções ou cirurgias, catarata, glaucoma, hipoglicemia diabética e migrâneas.  